# Петровац (Лебане)
Петровац (серб. Петровац) — населённый пункт в общине Лебане Ябланичского округа Сербии.

## Население
Согласно переписи населения 2002 года, в селе проживало 47 человек (46 сербов и 1 лицо неизвестной национальности).
| Численность населения | Численность населения | Численность населения | Численность населения | Численность населения | Численность населения | Численность населения | Численность населения |
| 1948                  | 1953                  | 1961                  | 1971                  | 1981                  | 1991                  | 2002                  | 2011                  |
| --------------------- | --------------------- | --------------------- | --------------------- | --------------------- | --------------------- | --------------------- | --------------------- |
| 115                   | 118                   | 109                   | 92                    | 87                    | 62                    | 47                    | 26                    |

## Религия
Согласно церковно-административному делению Сербской православной церкви, село относится к Прекопчелицкому приходу Ябланичского архиерейского наместничества Нишской епархии. В  селе расположен храм Святой Параскевы.